# 래리 맥코믹
래리 맥코믹(Larry McCormick, 1933년 2월 3일 ~ 2004년 8월 27일)은 미국의 배우, 저널리스트, 디스크 자키, 텔레비전 배우이다.
캔자스시티에서 태어났으며 로스앤젤레스에서 사망하였다. 사인은 암이다.  포리스트 론 메모리얼 파크에 매장되었다.

## 영화
- S.W.A.T. 특수기동대 (2003년)
- 터미네이터 3 - 라이즈 오브 더 머신 (2003년)
- 아름다운 비행 (1996년)
- 미드나잇 런 - 제3탄 (1994년)
- 총알 탄 사나이 2 (1991년)
- 스트랭글러 (1989년)
- 응징자 (1989년)
- 낫츠 랜딩 (1979년)
- 거스 (1976년)
- 명탐정 바나비 존즈 (1973년)
- 가이드 포 더 메리드 맨 (1967년)